# Jezero (Vučitrn)
Pour les articles homonymes, voir Jezero.
Liqej en albanais et Jezero en serbe latin (en serbe cyrillique : Језеро) est une localité du Kosovo située dans la commune/municipalité de Vushtrri/Vučitrn et dans le district de Mitrovicë/Kosovska Mitrovica. Selon le recensement kosovar de 2011, elle compte 318 habitants, dont 317 Albanais.

## Démographie

### Évolution historique de la population dans la localité
| 1948 | 1953 | 1961 | 1971 | 1981 | 1991 | 2011 |
| ---- | ---- | ---- | ---- | ---- | ---- | ---- |
| 167  | 188  | 220  | 224  | 232  | 230  | 318  |

|  |